# Flugten fra Østtyskland
Flugten fra Østtyskland (originaltitel: Ballon) er en tysk thriller fra 2018 instrueret af Michael Herbig.
Filmen handler om to østtyske familier, Strelzyk og Wetzel, som i året 1979, i al hemmelighed byggede og syede en luftballon i håbet om at kunne flygte fra DDR til friheden i Vesten. Det var en halsbrækkende plan, hvor både forberedelserne og selve rejsen satte alles liv på spil. Desuden blev de jagtet af den største styrke Stasi kunnet mobilisere, og familiens plan blev en kamp mod uret.
Den sammen historie har tidligere været genstand for flere dokumentarfilm såvel som for den amerikanske spillefilm Flugt i natten fra 1982 med John Hurt og Jane Alexander.

## Skuespillere
- Friedrich Mücke
- Karoline Schuch
- David Kross
- Alicia von Ridtbjerg
- Thomas Kretschmann